# Duvalius bedelensis
Duvalius bedelensis is een keversoort uit de familie van de loopkevers (Carabidae). De wetenschappelijke naam van de soort is voor het eerst geldig gepubliceerd in 1989 door Janak & P. Moravac.